# Tășnad
Tășnad là một thị xã thuộc hạt Satu Mare, România. Dân số thời điểm năm 2002 là 9649 người.